# Anelsonia eurycarpa
Anelsonia eurycarpa là một loài thực vật có hoa trong họ Cải. Loài này được (A.Gray) J.F.Macbr. & Payson mô tả khoa học đầu tiên năm 1917.